# Красноселци
Красноселци (болг. Красноселци) — село в Болгарии. Находится в Тырговиштской области, входит в общину Омуртаг. Население составляет 210 человек (2022).

## Политическая ситуация
В местном кметстве Красноселци, в состав которого входит Красноселци, должность кмета (старосты) исполняет Гюрсел Мехмедов Мустафов (Движение за права и свободы (ДПС)) по результатам выборов правления кметства.
Кмет (мэр) общины Омуртаг — Неждет Джевдет Шабан (ДПС) по результатам выборов в правление общины.